# Daylight (jeu vidéo)
Pour les articles homonymes, voir Daylight.
Daylight est un jeu vidéo de type survival horror développé par Zombie Studios et édité par Atlus, sorti en 2014 sur Windows et PlayStation 4.

## Système de jeu
Le jeu est un mélange de combat et de parcours urbain dans deux décors infestés de morts vivants. Le but principal sera de suivre le scénario auquel se rajouteront une multitude de quêtes annexes. Le tout dans un monde sans merci dans lequel le joueur devra faire preuve de courage.

## Accueil
- Canard PC : 3/10[1]